# 1956년 하계 올림픽 미국 선수단
미국은 1956년 11월 22일에서 12월 8일까지 오스트레일리아 멜버른에서 열린 제16회 하계 올림픽에 선수단을 파견했다.

## 복싱
| 선수 | 세부 종목 | 32강           | 16강           | 8강            | 준결승         | 결승           | 결승 |
| 선수 | 세부 종목 | 상대 선수 결과 | 상대 선수 결과 | 상대 선수 결과 | 상대 선수 결과 | 상대 선수 결과 | 순위 |

## 역도
| 선수 | 세부 종목 | 추상 | 추상 | 인상 | 인상 | 용상 | 용상 | 합계 | 합계 |
| 선수 | 세부 종목 | 기록 | 순위 | 기록 | 순위 | 기록 | 순위 | 기록 | 순위 |

## 육상
| 선수 | 세부 종목 | 1차 예선 | 1차 예선 | 2차 예선 | 2차 예선 | 준결선 | 준결선 | 결선 | 결선 |
| 선수 | 세부 종목 | 기록     | 순위     | 기록     | 순위     | 기록   | 순위   | 기록 | 순위 |